# همه‌پرسی استقلال کاتالونیا (۲۰۱۷)
همه‌پرسی استقلال کاتالونیا در اول اکتبر ۲۰۱۷ توسط حکومت کاتالونیا در خصوص استقلال کاتالونیا برگزار شد. فراخوان همه‌پرسی در ژوئیه ۲۰۱۷ اعلام و در ۶ سپتامبر ۲۰۱۷ تأیید شد.
حامیان همه‌پرسی خواهان الزام‌آور بودن آنند، با این که چنین همه‌پرسی در چارچوب قانون اساسی اسپانیا غیرقانونی است. دادگاه قانون اساسی اسپانیا در ۷ سپتامبر فوراً این همه‌پرسی را معلق کرد و حکومت کاتالونیا اعلام کرد حکم دادگاه برای کاتالونیا معتبر نبوده و رویه برای جمع‌آوری حمایت ۷۵۰ از ۹۴۸ شهرداری کاتالونیا از جمله بارسلونا ادامه می‌یابد.

## حمله پلیس و گارد
این همه‌پرسی به بحران قانون اساسی در اسپانیا منجر شد و یک عملیات پلیس برای متوقف کردن همه‌پرسی آغاز شد.
طبق گزارش بخش خدمات بهداشت و درمان کاتالونیا، ۸۴۰ نفر در اثر ضربات پلیس اسپانیا و گارد مدنی به مراکز رأی‌گیری در اول اکتبر زخمی شدند. همچنین نیروی پلیس از گلوله‌های لاستیکی استفاده کرد.

## نتیجه همه‌پرسی
طبق اعلام مسئولان ایالتی، ۹۰ درصد از کسانی که موفق به شرکت در رأی‌گیری شده بودند، به استقلال کاتالونیا رأی داده‌اند. کارلس پوجدمون رئیس حکومت کاتالونیا اعلام کرده‌است ظرف چند روز آینده اعلام استقلال خواهند کرد.

## امضای اعلامیه استقلال
در تاریخ ۱۰ اکتبر ۲۰۱۷ رهبران کاتالان اعلامیه استقلال از اسپانیا را امضا کردند ولی به جریان انداختن آن را متوقف کردند و برای گفتگو با دولت مرکزی اسپانیا فراخوان دادند.

### تعلیق نتیجه همه‌پرسی استقلال
کارلس پوجدمون، رئیس دولت منطقه ای کاتالونیا در ۱۰ اکتبر در پارلمان این منطقه سخنرانی کرد و با توجه به نتیجه همه‌پرسی اخیر، روی خواسته استقلال «جمهوری کاتالونیا» تأکید کرد، اما برای کسب فرصت دیگر گفتگو با دولت مرکزی اسپانیا از پارلمان خواست تا نتیجه همه‌پرسی را معلق کند وی گفت: «ما علیه اسپانیا نیستیم، بلکه می‌خواهیم تفاهم بهتری با اسپانیا داشته باشیم».

### واکنش‌ها
- ماریانو راخوی نخست‌وزیر خواستار برگزاری یک نشست اضطراری کابینه در روز چهارشنبه برای بررسی موضع دولت مرکزی شد. همچنین وی از پارلمان کاتالان خواست که اجرای اعلامیه استقلال را برای گفتگوی ابتکاری در هفته‌های آینده به تعلیق درآورند.[۱۳] دولت ماریانو راخوی، قول داده که هر اقدامی را که لازم باشد برای حفظ یکپارچگی کشور انجام دهد.[۱۴]
- دونالدتوسک، رئیس شورای اروپا پیش از این از پوجدمون رئیس دولت منطقه‌ای کاتالونیا خواسته بود که ساختار قانونی اسپانیا را رعایت کند. او از راخوی، نخست‌وزیر اسپانیا هم خواستار راه حلی برای موضوع استقلال کاتالونیا بدون استفاده از زور شد. توسک هشدار داد که: «درگیری بر سر این موضوع نه تنها به کاتالونیا و اسپانیا، بلکه به کل اروپا لطمه می‌زند.»[۱۴]
- آنگلا مرکل، صدراعظم آلمان روز دوشنبه ۹ اکتبر در تماسی تلفنی با نخست‌وزیر اسپانیا حمایت خود را از «اسپانیای واحد» اعلام کرد.
- روز دوشنبه ۹ اکتبر ناتالی لوئیزو، وزیر امور اروپای فرانسه، موضع دولت فرانسه را بیان کرد و گفت که این کشور از هرگونه کمکی به یک کاتالونیای مستقل پرهیز خواهد کرد.[۱۵]

## نتایج
| ۹۲٫۰۱٪ | ۷٫۹۹٪ | ۲٫۸۳٪ |
| آری    | خیر   | سفید  |